# هیجنامین
هیجنامین (به انگلیسی: Higenamine) با فرمول شیمیایی C۱۶H۱۷NO۳ یک ترکیب شیمیایی با شناسه پاب‌کم ۱۱۴۸۴۰ است. که جرم مولی آن ۲۷۱٫۳۱ g/mol می‌باشد. 